# Miodrag Božović
Miodrag Božović, född den 22 juni 1968 i Mojkovac i Jugoslavien, nuvarande Montenegro, är en montenegrinsk före detta professionell fotbollsspelare (back), numera fotbollstränare i Esteghlal Teheran.